# 吉川英史
吉川 英史（きっかわ えいし、1909年2月13日 - 2006年4月13日）は、日本の音楽学者。文化功労者。

## 人物・略歴
広島県深安郡神辺町（現・福山市）出身。旧姓・佐藤、本名・英士。旧制福岡中学校（現・福岡県立福岡高等学校）を経て、1933年東京帝国大学文学部美学美術史学科卒。1945年東京帝大講師、1946年 - 49年東京音楽学校講師を兼任、東京芸術大学教授。東京芸大邦楽科の新設に尽力。その後武蔵野音楽大学教授、東洋音楽学会会長、義太夫協会会長、琵琶楽協会会長、宮城道雄記念館館長などを歴任した。1972年NHK放送文化賞・紫綬褒章、1979年勲三等瑞宝章、1993年文化功労者、1994年神辺町名誉町民（福山市名誉市民）。雑誌『季刊邦楽』主幹も勤めた。
日本の伝統音楽の美学的研究で知られる。主著に「日本音楽の性格」「日本音楽の歴史」「宮城道雄伝 この人なり」など。また、一般向けの啓蒙書も数多く発表し、戦後の邦楽の隆盛に一役買った。

## 著書
- 日本音楽の性格 吉川英士 わんや書店, 1948
- 邦楽鑑賞 NHK放送「邦楽鑑賞の手引」 吉川英士 宝文館 1952
- 邦楽鑑賞手帖 吉川英士 創元社, 1953
- 邦楽鑑賞入門 吉川英士 創元社, 1959
- 宮城道雄伝 この人なり 新潮社, 1962
- 日本音楽の歴史 創元社, 1965
- 邦楽への招待 宝文館出版, 1967
- 邦楽と人生 創元社, 1969
- 日本音楽の美的研究 音楽之友社, 1984
- 日本音楽文化史 （編）創元社, 1989
- 謝々天庵主人回想録 邦楽社, 1994
- 米川文子 人と芸（編） 双調会, 1996
- 三味線の美学と芸大邦楽科誕生秘話　http://www.spng.jp/geijyutu-nihonnonngaku/syamisennnobigaku.html%5B%5D（編）出版芸術社, 1997

## 記念論集
- 日本音楽とその周辺 吉川英史先生還暦記念論文集 小泉文夫,星旭,山口修責任編集 音楽之友社 1973